# 奧蘭治鎮區 (堪薩斯州林肯縣)
奧蘭治鎮區（英語：Orange Township）為美國堪薩斯州林肯縣轄下的鎮區。2010年美国人口普查中此鎮區人口有68人。

## 地理
奧蘭治鎮區涵蓋總面積為93.6平方（36.15平方英里），其中陸地面積為93平方（36.1平方英里），水域面積為0.13平方（0.05平方英里）或0.14%。海拔高度480（1,570英尺）。

## 人口統計
根據2010年美國人口普查，奧蘭治鎮區人口有68人，其中男性有35人，女性有33人，人口密度為每平方公里0.73人，住房計32戶。鎮區內的白人有65人，非裔美國人有0人，美洲原住民有0人，亞裔美國人有1人，太平洋島裔美國人有0人，其他種族有0人，混血種族則有2人。此外鎮區內有0人為西班牙裔或拉丁裔美國人。此鎮區之年齡中位數為40歲，而男性年齡中位數為45.5歲，女性年齡中位數為34.5歲。